# Abborrtjärnen (Jörns socken, Västerbotten, 724990-170604)
Abborrtjärnen är en sjö i Skellefteå kommun i Västerbotten och ingår i Byskeälvens huvudavrinningsområde.